# رایان تیلور (بازیکن فوتبال، زاده ۱۹۸۴)
رایان تیلور (انگلیسی: Ryan Taylor؛ زاده ۱۹ اوت ۱۹۸۴) یک بازیکن فوتبال است.